# نو² سگ بزرگ
نو² سگ بزرگ یک ستاره است که در صورت فلکی سگ بزرگ قرار دارد.